# Flutter Rookery
Koordinaten: 67° 50′ S, 69° 52′ O
Die Flutter Rookery ist eine Brutkolonie der Kaiserpinguine an der Lars-Christensen-Küste des ostantarktischen Mac-Robertson-Lands. Sie liegt inmitten von Eisbergen, die fest mit der Ostseite der Bjerkø-Halbinsel verbunden sind.
Hugh Overend Wilson (1924–1959), Leutnant der Royal Australian Air Force, entdeckte sie bei seinem Flug am 8. August 1958 von der Mawson-Station zur Davis-Station. Das Antarctic Names Committee of Australia benannte sie am 22. Juli 1959 nach Maxwell John Flutter (* 1917), Leiter der Davis-Station im Jahr 1958.